# Join the Band (album de Little Feat)
Pour les articles homonymes, voir Join the Band.
Albums de Little Feat
Rocky Mountain Jam
(2007) Rams Head Revisited
(2010)
Join the Band est le quinzième album studio de Little Feat, sorti le 1er juillet 2008.
Cet opus ne comprend pas de nouvelles chansons mais une série de collaborations avec, entre autres, les artistes Bob Seger, Emmylou Harris, Dave Matthews ou encore Inara George. 
Join the Band est le dernier album sur lequel apparaissent Shaun Murphy, qui quittera le groupe l'année suivante, et le batteur Richie Hayward qui décèdera d'un cancer en 2010.
L'album s'est classé 81e au Billboard 200 et au Top Internet Albums.

## Liste des titres
| No  | Titre                                                              | Auteur                                   | Durée |
| --- | ------------------------------------------------------------------ | ---------------------------------------- | ----- |
| 1.  | Fat Man in the Bathtub (featuring Dave Matthews et Sonny Landreth) | Lowell George                            | 6:11  |
| 2.  | Something in the Water (featuring Bob Seger et Brad Paisley)       | Al Anderson, Jeffrey Steele, Bob DiPiero | 3:22  |
| 3.  | Dixie Chicken (featuring Vince Gill et Sonny Landreth)             | Lowell George, Fred Martin               | 4:53  |
| 4.  | See You Later, Alligator (featuring Emmylou Harris)                | Robert Guidry                            | 2:57  |
| 5.  | Champion of the World (featuring Jimmy Buffett)                    | Will Kimbrough                           | 3:41  |
| 6.  | The Weight (featuring Béla Fleck)                                  | Robbie Robertson                         | 5:18  |
| 7.  | Don't You Just Know It (featuring Brooks & Dunn)                   | Huey « Piano » Smith                     | 3:43  |
| 8.  | Time Loves a Hero (featuring Jimmy Buffett)                        | Paul Barrere, Kenny Gradney, Bill Payne  | 4:22  |
| 9.  | Willin' (featuring Brooks and Dunn)                                | Lowell George                            | 3:48  |
| 10. | This Land Is Your Land (featuring Mike Gordon)                     | Woody Guthrie                            | 4:17  |
| 11. | Oh Atlanta (featuring Chris Robinson)                              | Bill Payne                               | 3:58  |
| 12. | Spanish Moon (featuring Craig Fuller et Vince Gill)                | Lowell George                            | 7:40  |
| 13. | Trouble (featuring Inara George)                                   | Lowell George                            | 2:39  |
| 14. | Sailin' Shoes (featuring Emmylou Harris, Sam Bush et Béla Fleck)   | Lowell George                            | 2:39  |

| 15. | I Will Play for Gumbo (featuring Sam Bush) | Jimmy Buffett | 4:06 |

## Personnel

### Musiciens
- Paul Barrère : guitare, chant
- Sam Clayton : percussions, chant
- Shaun Murphy : chant
- Kenny Gradney : basse
- Richard Hayward : batterie, chœurs
- Bill Payne : claviers, chant
- Fred Tackett : guitares, mandoline, trompette, chœurs